# 羽根 (小説)
『羽根』（はね、原題：Feathers）は、アメリカの小説家レイモンド・カーヴァーの短編小説。

## 概要
『アトランティック・マンスリー』1982年9月号に掲載された。翌年、短編集『大聖堂』（クノップフ社、1983年9月15日）に収録。
日本語版は『新潮』1985年1月号が初出。翻訳は村上春樹。村上が独自に編纂した単行本『夜になると鮭は‥‥』（中央公論社、1985年6月27日）に収録される。カーヴァーの死後、中央公論社は個人全集の刊行を始めるが、本作品を収録した『大聖堂』は最初に配本された（1990年5月20日刊行）。
なおボブ・エーデルマンの写真集『Carver Country: The World of Raymond Carver』（チャールズ・スクリブナーズ・サンズ、1990年9月7日）には、本作品の一節と共にテス・ギャラガーの石膏の歯形の写真が収められている。

## あらすじ
「私」は仕事仲間のバドから夕食に招待され、妻のフランと共に町から12マイルほど離れたバドの家を訪れた。バドには生後8ヵ月くらいの赤ん坊がいたが、「私」とフランの間には子供がいなかった。子供がいないのは欲しくないからだった。まあそのうちにね、と我々は話しあっていた。
家の正面に車を停めると、おぞましい金切り声が耳にとびこんできた。その叫び声は赤ん坊にしては大きすぎた。するとハゲタカくらいの大きさのものがどこかの木の枝からとびおり、車の鼻先に着地した。それは孔雀だった。
テレビでストック・カーの中継を見ているときにフランが石膏の歯型が置いてあるのを見つける。それはこの世でこれほどぐしゃぐしゃな並びの悪い歯型はあるまいと思えるほどの代物だった。バドの妻のオーラは言った。
「あれを見てるとバドがどれだけ私に良くしてくれたかということを思い出すの」
バドとオーラが一緒になって、バドが最初に行ったのはオーラの歯並びを直すことだった。歯型は矯正前のもので夫に対する感謝を忘れないために置いてあるのだという。さらに彼らの赤ん坊はこれまで見たうちでいちばん不細工な赤ん坊だった。あまり醜いので、「私」は口をきくこともできなかった。
だがバドとオーラの家でのその夜は、かけがえのないものだった。それがかけがえのないものだということは、私にもちゃんとわかっていた。（That evening at Bud and Olla's was special. I knew it was special.）